# Väter und Söhne (1957)
Väter und Söhne (Originaltitel: Padri e figli) ist ein italienisch-französischer Spielfilm aus dem Jahr 1957 von Mario Monicelli. Das Drehbuch verfassten hier gleich fünf Autoren: Leonardo Benvenuti, Luigi Emmanuele, Agenore Incrocci, Furio Scarpelli und der Regisseur. Die Hauptrollen sind mit Vittorio De Sica, Marcello Mastroianni, Fiorella Mari und Antonella Lualdi besetzt. Seine Uraufführung erlebte das Werk am 21. Februar 1957. In Deutschland konnte man es erstmals im Juni 1957 im Rahmen der Internationalen Filmfestspiele Berlin auf der Leinwand sehen. Der Film schildert in komödiantischer Weise über mehrere Monate hinweg Freuden und Sorgen in fünf römischen Familien.

## Handlung
Nach den großen Sommerferien hat das neue Schuljahr begonnen. Bei manchen der älteren Schüler stellt sich die erste Liebe ein. So geht es auch Sandro und Marcella, er der Sohn des Arztes Professor Vittorio Bacci und sie die Tochter des eleganten Maßschneiders Vincenzo Corallo. Durch ihre Schwärmerei laden die beiden ihren Eltern etliche Probleme auf.
Die Eheleute Blasi erwarten ihr erstes Kind. Guido, der junge Ehemann, sorgt sich darum, wie er als schlecht verdienender Fahrlehrer später einmal die vielen Wünsche seiner Frau Giulia erfüllen soll.
Im Winter beginnt die große Zeit des Schneidermeisters. Während sich sein Sohn um die männlichen Kunden zu kümmern hat, fühlt sich der Chef mehr zu den Kundinnen hingezogen. Mit großer Kunstfertigkeit misst dann Vincenzo Corallo in der Anprobe Taille und Busen der feinen Damen und lässt sich dazu viel Zeit.
In der Familie des Zootierwärters Amerigo Santarelli erkrankt das Jüngste der fünf Kinder an Masern. Um die anderen vier vor einer Ansteckung zu schützen, werden sie bei Freunden und Bekannten untergebracht. Alvaruccio, das lebhafteste der fünf, wird von der Mutter zu ihrer älteren Schwester Rita gebracht, die mit dem Flughafenmechaniker Cesare Marchetti verheiratet ist. Der aber ist überhaupt nicht begeistert über den – wenn auch nur kurzfristigen – Familienzuwachs, zumal er sich in letzter Zeit mit seiner Frau etwas auseinandergelebt hat. Daher meidet Cesare möglichst oft ein Zusammentreffen mit dem Kind. Zugute kommt ihm dabei, dass er zurzeit Spätschicht hat und der Junge dann im Bett ist, wenn er heimkommt. Als er dann einmal gerade dabei ist, sein Essen in der Küche aufzuwärmen, folgt Alvaruccio einer alten Gewohnheit und geht aufs WC. So ist eine Begegnung der zwei nicht zu vermeiden. Und dann geschieht ein kleines Wunder: der Kleine bringt den Eispanzer, der seinen Onkel umgibt, zum Schmelzen. Als es für Alvaruccio dann wieder Zeit ist, in den elterlichen Haushalt zurückzukehren, entdeckt Cesare, dass ein Kind seiner Ehe gut täte. Weil ihm aber seine Frau keins schenken kann, wollen die Eheleute eines adoptieren.
Schließlich ist Weihnachten. Guido und Giulia Blasi freuen sich über ihren Nachwuchs – Zwillinge! Rita und Cesare Marchetti feiern das Fest mit dem Jungen, den sie aus dem Waisenhaus zu sich genommen haben. Amerigo Santarelli erfährt von seiner Frau, dass sie das sechste Mal schwanger ist. Dem Maßschneider Corallo dämmert allmählich, dass seine Tochter, die er immer noch als Kind angesehen hat, erwachsen geworden ist. Mit seinem diplomatischen Geschick gelingt es ihm, dem meist polternden Professor Bacci die Einwilligung zur Heirat Sandros mit Marcella abzuringen. Am Ende haben sich alle Probleme in Wohlgefallen aufgelöst.

## Auszeichnungen
Bei den Internationalen Berliner Filmfestspielen 1957 wurde Väter und Söhne mit dem „Silbernen Bären“ für die beste Regie ausgezeichnet. Die Filmbewertungsstelle Wiesbaden erteilte dem Werk das Prädikat „Besonders Wertvoll“. Die Evangelische Filmgilde erklärte das Werk zum „Film des Monats Mai 1958“.

## Kritik
Das Lexikon des internationalen Films zieht folgendes Fazit: „Meisterhafte italienische Alltagskomödie. […] Ein kunstvoll inszeniertes Geflecht aus wirklichkeitsnahen Situationen, die mit Klugheit, List und Vernunft ausgestanden werden.“

## Quelle
- Programm zum Film: Das neue Film-Programm, erschienen im gleichnamigen Verlag, Mannheim, ohne Nummernangabe